# Delia radicum
Delia radicum este o specie de muște din genul Delia, familia Anthomyiidae. A fost descrisă pentru prima dată de Linnaeus în anul 1758. Conform Catalogue of Life specia Delia radicum nu are subspecii cunoscute.

## Galerie

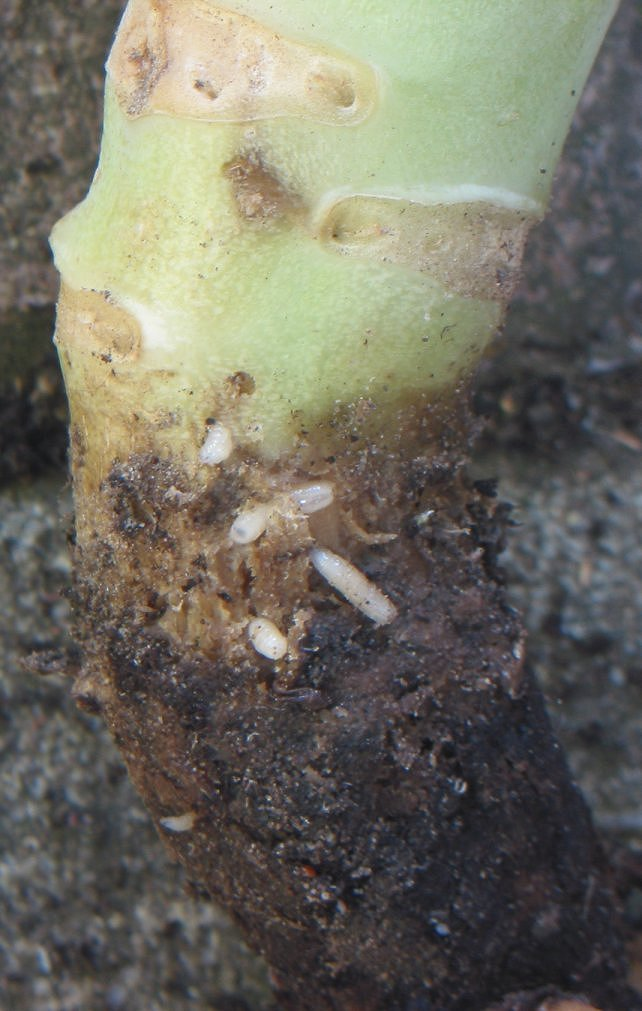
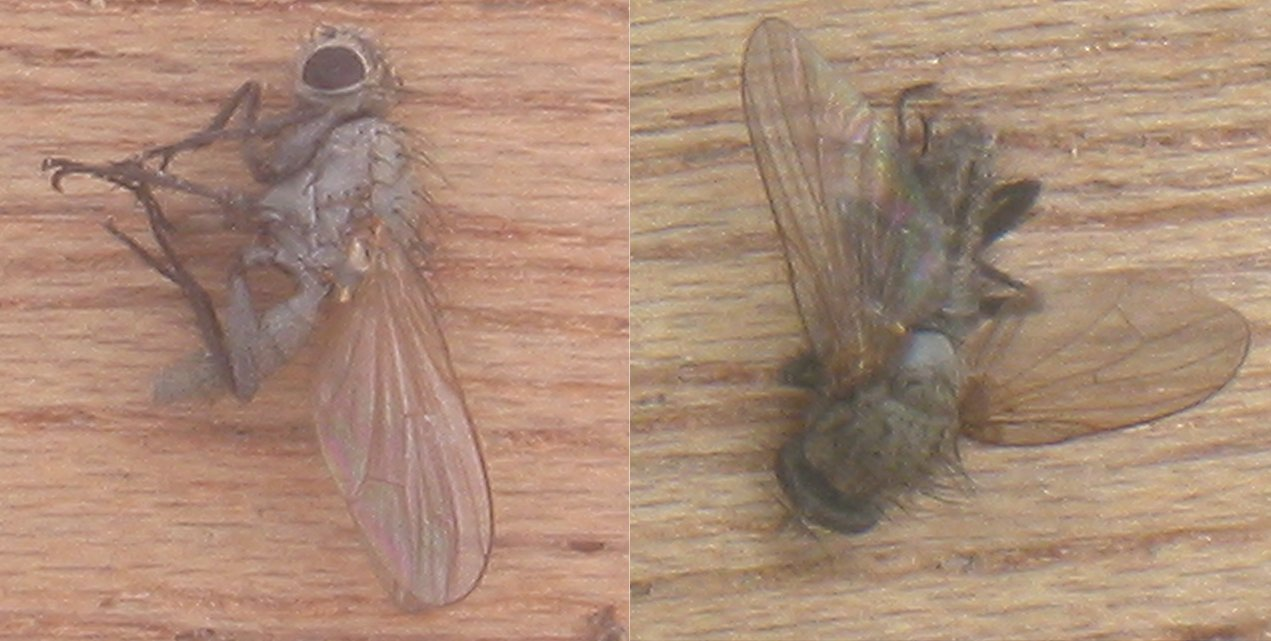
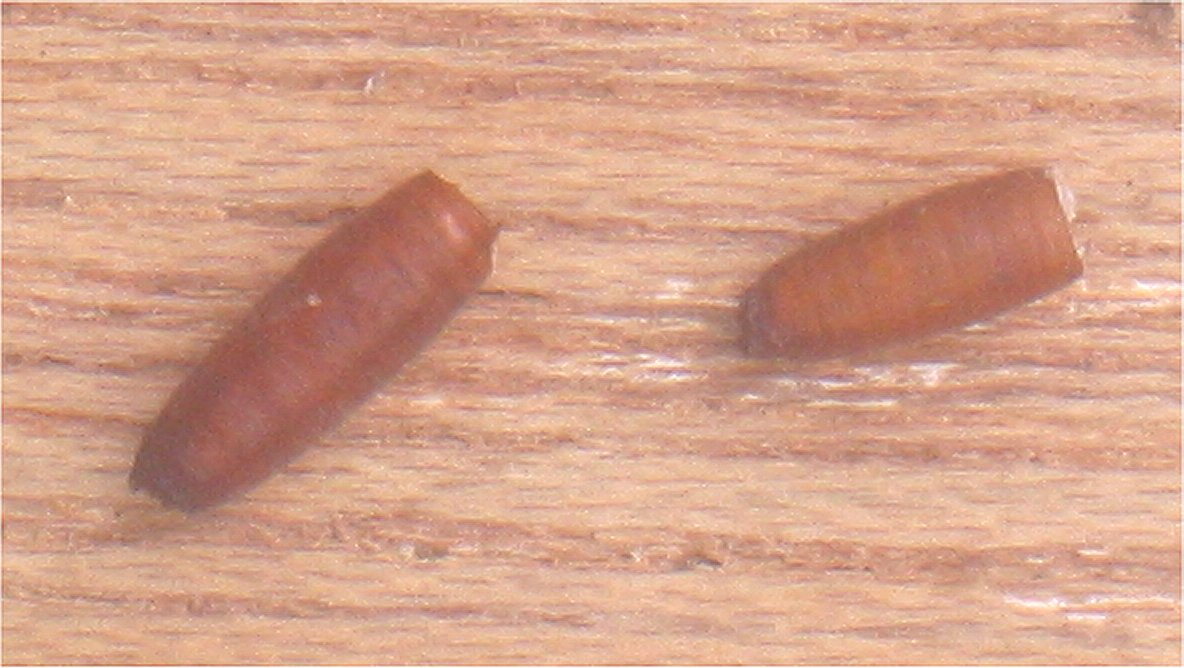